# Travelcard Zone 3
Travelcard Zone 3 è la terza zona tariffaria del Transport for London usata per calcolare il costo del biglietto per un viaggio sulla rete della Metropolitana di Londra. Nel Travelcard zonal system, Londra è divisa in nove zone (approssimativamente concentriche) che servono a determinare il costo di un Travelcard caricabile sulla tessera di trasporto Oyster Card. Le zone sono anche usate per calcolare il costo di una singola corsa sulla rete della Metropolitana e sulla Docklands Light Railway. Per poter però usufruire anche di altri mezzi pubblici come tram e bus occorre però un altro tipo di biglietto.

## Stazioni
Le seguenti stazioni sono ubicate nella zona 3:
- Acton Main Line,
- Acton Town,
- Alexandra Palace,
- Archway2
- Balham (National Rail),
- Balham (Northern Line),
- Barnes,
- Barnes Bridge,
- Beckton,
- Beckton Park,
- Bellingham,
- Blackheath,
- Blackhorse Road,
- Bounds Green4,
- Bowes Park4,
- Brent Cross,
- Bromley-by-Bow2,
- Bruce Grove
- Canning Town,
- Catford,
- Catford Bridge,
- Charlton,
- Chiswick Park,
- Clapham South2,
- Clapton2,
- Colliers Wood,
- Cricklewood,
- Crofton Park,
- Crouch Hill,
- Crystal Palace4,
- Custom House,
- Cutty Sark2,
- Cyprus
- Deptford Bridge2,
- Dollis Hill
- Ealing Broadway,
- Ealing Common,
- Earlsfield,
- East Finchley,
- East Ham4,
- East India2,
- East Putney2,
- Elverson Road2
- Forest Gate,
- Forest Hill,
- Gallions Reach,
- Gipsy Hill,
- Golders Green,
- Greenwich2,
- Gunnersbury
- Hampstead2,
- Hampstead Heath,
- Hanger Lane,
- Harlesden,
- Harringay,
- Harringay Green Lanes,
- Haydons Road,
- Hendon4,
- Hendon Central4,
- Herne Hill2,
- Highgate,
- Hither Green,
- Honor Oak Park,
- Hornsey
- Kew Gardens4,
- Kidbrooke
- Ladywell,
- Lee,
- Lewisham2,
- Leyton,
- Leyton Midland Road,
- Leytonstone4,
- Leytonstone High Road
- Manor House2,
- Manor Park4,
- Maryland,
- Maze Hill,
- Mitcham Eastfields,
- Mortlake
- Neasden,
- Norbury,
- North Acton2,
- North Dulwich2,
- North Ealing,
- North Greenwich2,
- North Sheen,
- North Woolwich,
- Northfields,
- Northumberland Park
- Park Royal,
- Plaistow,
- Prince Regent,
- Pudding Mill Lane2,
- Putney2
- Royal Albert,
- Royal Victoria,
- Seven Sisters,
- Seven Sisters,
- Silvertown,
- South Acton,
- South Ealing,
- South Tottenham,
- South Wimbledon4,
- Southfields,
- Stamford Hill,
- Stonebridge Park,
- Stratford,
- Stratford International
- Streatham,
- Streatham Common,
- Streatham Hill,
- Sydenham,
- Sydenham Hill
- Tooting,
- Tooting Bec,
- Tooting Broadway,
- Tottenham Hale,
- Tulse Hill,
- Turnham Green2,
- Turnpike Lane
- Upton Park
- Walthamstow Central,
- Walthamstow Queen's Road,
- Wanstead Park,
- Wandsworth Common,
- West Acton,
- West Dulwich,
- West Ealing,
- West Ham,
- West Norwood,
- Westcombe Park,
- White City2
- White Hart Lane,
- Willesden Green2,
- Willesden Junction2,
- Wimbledon,
- Wimbledon Chase,
- Wimbledon Park,
- Wood Green,
- Woodgrange Park4,
- Woolwich Dockyard

2 anche in Zone 2
4 anche in Zone 4
Nel calcolare le tariffe per o da stazioni nei dintorni di due zone, si considera che la stazione si trovi nella zona che ha tariffa meno costosa.